# Charles Sowton
Charles Sowton (1865 - 1932) var kommendör i Frälsningsarmén och territoriell ledare för Frälsningarmén i Sverige 1919–1921. När han tillträdde posten i Sverige 1919 kom han närmast från posten som ledare för västra Kanada med högkvarter i Winnipeg.